# Stein von Scone

Der Stone of Scone im Krönungsstuhl (unter der Sitzfläche), historisches Foto

Der Stein von Scone (englisch Stone of Scone; [stəʊn əv skuːn]) ist auch unter den Bezeichnungen Coronation Stone („Krönungsstein“), Stone of Destiny („Stein der Vorsehung / Bestimmung“ oder auch „Schicksalsstein“) oder irisch Lia Fáil bekannt. Der Stein spielte einst im schottischen und spielt nach wie vor im britischen Krönungsritual eine Rolle. Es handelt sich um einen Block aus rotem Sandstein von etwa 66 cm × 41 cm × 27 cm Größe und einer Masse von etwa 152 kg. Der Stein befindet sich seit März 2024 im Perth Museum.

## Herkunft
Die letzten Beinamen finden sich auch beim Stein von Tara in Irland, der wie der Stone of Scone mit dem sagenhaften Stein von Fál identifiziert wird. 
Einigen Erzählungen nach brachte Kenneth MacAlpin, der erste König des vereinigten Schottland und 36. König von Dalriada, den Stein aus dem County Antrim über Argyll nach Scone. Nach anderen gälischen Legenden soll der Stein durch Scota, nach dem Lebor Gabála Érenn eine Tochter des ägyptischen Pharaos (Intuir nach Geoffrey Keating), auf die Insel gebracht worden sein.
Nach einer christlichen Legende hat der Kopf des biblischen Stammvaters Jakob auf diesem Stein geruht, als er die Vision der Himmelsleiter hatte (Gen 28,10–22 ), weshalb er auch als Jakobskissen bezeichnet wird. Nach einer weiteren Legende war er ein Teil des Thrones von König David. Diese Legendenbildungen machten den Stone of Scone zum Symbol für einen Teil der anglo-israelischen und der segregationistischen Christian-Identity-Bewegung.
Petrographische Analysen ergaben, dass der Steinblock aus einer im Gebiet um Perth, d. h. aus der Nähe von Scone, zutage tretenden Sandstein-Formation stammt.

## Geschichte

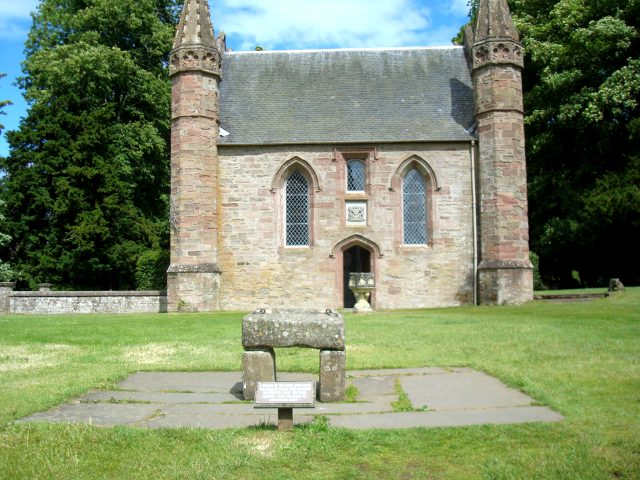
Replik des Steins von Scone vor der Kapelle auf dem Moot Hill nahe Scone Palace

Der Stone of Scone war im frühmittelalterlichen Königreich der Pikten im Nordosten Schottlands ein magischer Stein, der im Krönungsritual eine wesentliche Rolle spielte. Das nahe bei Perth gelegene Scone war das Kult-Zentrum der Pikten, wo der Stein bis 1296 in der Abtei von Scone auf dem Moot Hill aufbewahrt wurde.
Jeder König wurde von einem Adligen, ab dem 12. Jahrhundert vom Earl of Fife, zum Stein geführt und stehend oder auf dem Stein sitzend gekrönt. Der Stein galt als ein Zeichen der Verbundenheit der Herrscher mit dem Land und dem Volk. Er gilt noch immer als eines der wichtigsten Symbole der schottischen Nation. Dokumentiert ist die Krönung von Alexander II. (1214), Alexander III. (1249) und John Balliol (1292).
Nach seinem Sieg im Englisch-Schottischen Krieg befahl der englische König Eduard I. im Frühsommer 1296, den Stein nach Westminster zu bringen. Bewusst vermachte er eines der wichtigsten Symbole der schottischen Nation seinem in der Westminster Abbey verehrten Namenspatron Eduard dem Bekenner. In der Westminster Abbey wurde der Stein unter dem Krönungsthron der englischen Könige eingebaut, so dass fortan die englischen Könige bei der Krönung bildhaft auf diesem Stein saßen. Dies wurde von den Schotten als Affront empfunden. Seither gilt er den Engländern als Symbol der Einheit der Königreiche England und Schottland.
Am 25. Dezember 1950 wurde der Stein von schottischen Studenten aus Westminster entführt und nach Schottland geschmuggelt. Nachdem bekannt gegeben worden war, wo sich der Stein befand, wurde er von der Polizei sichergestellt und nach London zurückgebracht.
1996 wurde der Stein nach 700 Jahren in einer feierlichen Zeremonie zurück nach Schottland ins Schloss von Edinburgh gebracht, wo er neben den Schottischen Kronjuwelen gezeigt wird; für zukünftige Krönungen soll er jedoch jeweils in die Westminster Abbey zurückgebracht werden.
Als der britische Premierminister John Major die Rückgabe im Juli 1996 ankündigte, wurde dies in der Presse teilweise als schamloses Wahlmanöver dargestellt. Eine Zeitung schrieb, frei nach einem Jesus-Wort (Mt 7,9 ):

„The Scots asked for a parliament and John Major gave them a Stone“

„Die Schotten baten um ein Parlament und John Major gab ihnen einen Stein“

Der Stein wurde zur Krönung von Charles III. in die Westminster Abbey und danach zurück nach Schottland gebracht. Hiergegen regte sich Widerstand der schottischen Nationalisten, die ein Junktim zwischen einem Unabhängigkeitsreferendum und der Herausgabe des Steins für die Krönung herstellen wollten. Angesichts einer schwerwiegenden Krise der SNP zog der neue Parteichef und First Minister Schottlands, Humza Yousaf, den Widerstand zurück und nahm in seiner zeremoniellen Funktion als Keeper of the Great Seal of Scotland am 28. April 2023 an der Prozession in Edinburgh Castle teil, mit der der Transport des Steins zur Krönung von Charles III, welche am 5. Mai 2023 stattfand, begann.
Anlässlich der geplanten Verbringung des Steins nach London wurde er von Wissenschaftlern der Stiftung Historic Environment Scotland (HES) unter Leitung von Ewan Hyslop genau untersucht. Bei dieser Gelegenheit wurden auch hochauflösende 3D-Scans angefertigt, die eine Reihe von Ritzspuren zeigten, die römischen Ziffern ähneln. Geochemische und mineralogische Analysen bestätigten zudem noch einmal die Herkunft aus einer lokalen Sandstein-Formation nahe Scone.

## Rezeption
Im Fantasyroman The Fifth Elephant aus dem Scheibenweltzyklus des englischen Autors Terry Pratchett ist der „Scone of Stone“, die bekannteste Ausführung des Zwergenbrots, der Krönungsstein der Zwerge von Überwald. In der deutschen Übersetzung („Steinsemmel“) geht diese Anspielung auf den Scone-Stein verloren.
Im Roman Das Königsprojekt (1974) von Carl Amery spielt der Stone of Scone eine wichtige Rolle. Der Vatikan unternimmt es, mittels einer von Leonardo da Vinci konstruierten Zeitmaschine („MYST“) die Geschichte zu ändern. Ziel der Congregatio secreta ad purificandos fontes (CSAPF) ist es, durch eine Serie von minimalen Geschichtsmanipulationen (und den Raub des Stone of Scone) die Krone Englands für das Haus Wittelsbach zu erobern.
In der Fernsehserie Gargoyles – Auf den Schwingen der Gerechtigkeit spielt der Stein in der Folge „Der Stein von Exkalibur“ eine Rolle und wird in weiteren Episoden erwähnt oder kurz gezeigt.
In der Fernsehserie Highlander spielt der Stone of Scone in der Folge „Der Thron von Schottland“ (Originaltitel: The Stone of Scone, Staffel 5, Episode 15) eine Rolle.
In der abschließenden Doppelfolge „Destiny“ (Staffel 3, Folgen 7 und 8) der schottischen Fernsehserie Hamish Macbeth sucht der Titelheld in den Highlands nach dem Original des Stone of Scone.
2008 verfilmte Charles Martin Smith die Geschichte des Diebstahls von 1950 aus Westminster Abbey unter dem Titel Stone of Destiny. In der Verfilmung wird der Bruch, den der Stein mutmaßlich bei dem Diebstahl erlitt, von den schottischen Studenten nur entdeckt, nicht aber verursacht.
Es gibt mehrere Steine dieser Art. In einem Schreiben aus der zweiten Hälfte des 16. Jahrhunderts bemerkt der englische Dichter Edmund Spenser, dass er viele „Fußabdruck-Steine“ in Irland gesehen habe. Der berühmteste war der Lia Fáil, der „Stein des Schicksals“, der beim religiös-spirituellen Zentrum von Irland in Tara steht. Er war einer der Schätze, die von den Túatha Dé Danann nach Irland gebracht worden sein sollen. Dieser Stein soll zu schreien begonnen haben, wenn der wahre König auf ihn trat. Der bekannteste orkadische Stein ist der Ladykirk Stone. Er liegt auf South Ronaldsay in der Ladykirk von Burwick.